# Liste der Gefechte und Schlachten auf dem Gebiet des heutigen Landkreises Lörrach

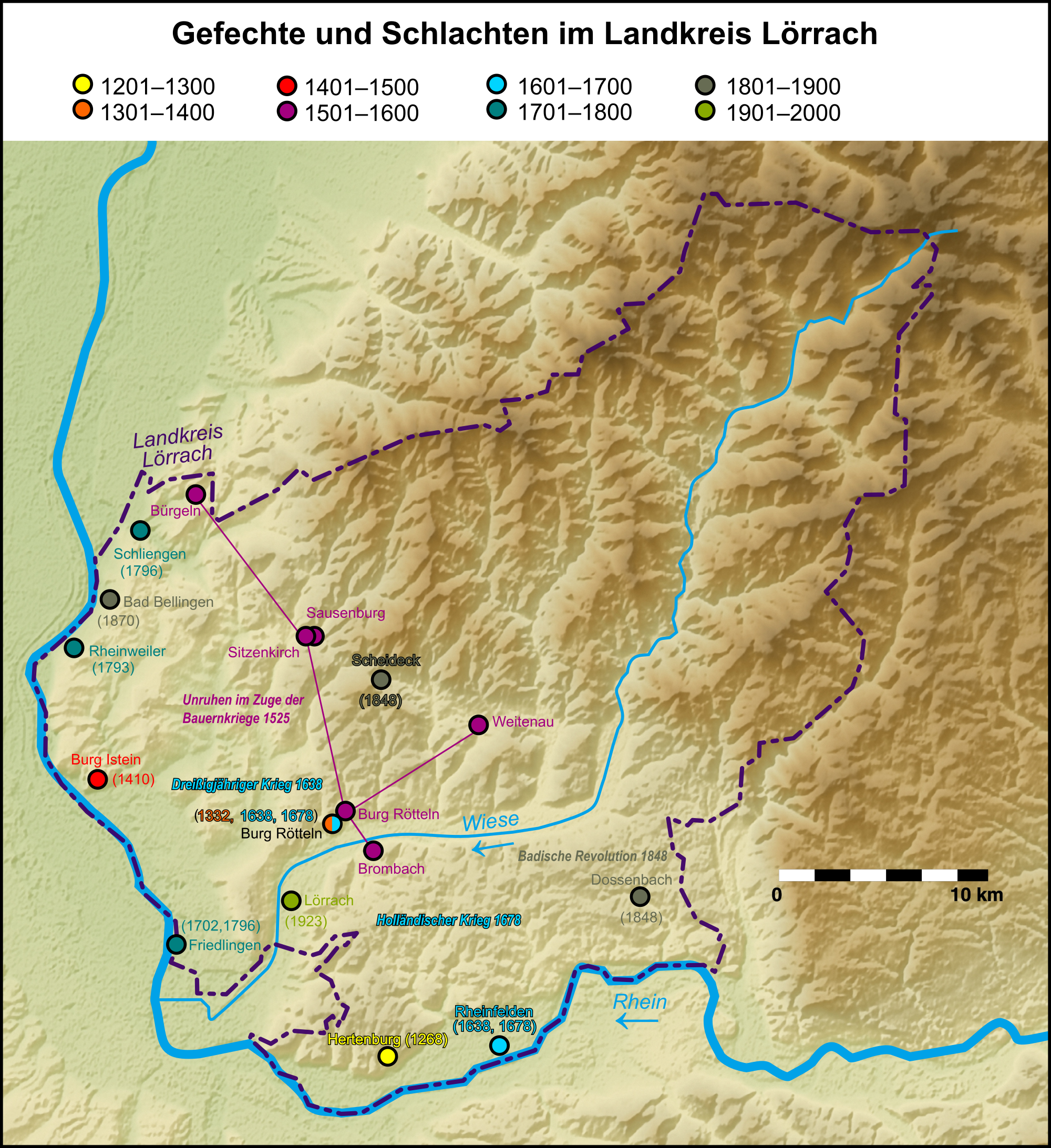
Karte der Gefechte und Schlachten auf dem Gebiet des heutigen Landkreises Lörrach

Die Liste der Gefechte und Schlachten auf dem Gebiet des heutigen Landkreises Lörrach gibt einen Überblick über bekannte Gefechte und Schlachten, die auf dem Gebiet des heutigen Landkreises Lörrach in Baden-Württemberg stattgefunden haben.

## Liste
| Gefecht/Schlacht                                           | Ort               | Jahr | im Konflikt                 | Anmerkungen | Bild |
| ---------------------------------------------------------- | ----------------- | ---- | --------------------------- | --- | ---- |
| Zerstörung der Hertenburg                                  | Herten            | 1268 | Neuenburger Krieg           | Der Bischof von Basel zerstört eine Burg des Grafen Rudolf von Habsburg. |      |
| Belagerung von Burg Rötteln                                | Haagen            | 1332 |                             | Truppen der Stadt Basel ziehen vor die Burg. Der Konflikt wird jedoch durch Vermittlung geschlichtet.                                                                                   |      |
| Sturm auf Burg Istein                                      | Istein            | 1410 |                             | Truppen der Stadt Basel stürmen und schleifen die Burg. |      |
| Unruhen im Zuge des Bauernkrieges                          | verschiedene Orte | 1525 | Deutscher Bauernkrieg       | Plünderung der sanktbläsischen Propsteien Weitenau, Sitzenkirch und Bürgeln und Besetzung der markgräflichen Schlösser Rötteln, Sausenburg und Brombach durch die aufständischen Bauern |      |
| Schlacht bei Rheinfelden                                   | Rheinfelden       | 1638 | Dreißigjähriger Krieg       | Sieg der schwedisch-protestantischen Armee von Herzog Bernhard von Weimar gegen kaiserliche Truppen.                                                                                    |      |
| Sturm auf Burg Rötteln                                     | Haagen            | 1638 | Dreißigjähriger Krieg       | Herzog Bernhard von Weimar nimmt Burg Rötteln ein. |      |
| Zerstörung von Burg Rötteln                                | Haagen            | 1678 | Holländischer Krieg         | Französische Truppen nehmen die Burg ein und zerstören sie danach. |      |
| Schlacht bei Rheinfelden (1678)                            | Rheinfelden       | 1678 | Holländischer Krieg         | Der französische Sturmangriff auf Rheinfelden wird unter beiderseits großen Verlusten abgewehrt.                                                                                        |      |
| Schlacht bei Friedlingen                                   | Friedlingen       | 1702 | Spanischer Erbfolgekrieg    | Die Vereinigung der französischen und bayerischen Truppen wird durch die Reichsarmee verhindert.                                                                                        |      |
| Gefechte bei Rheinweiler und Hüningen                      | Rheinweiler       | 1793 | Erster Koalitionskrieg      | Der Rheinübergang französischer Revolutionstruppen wird verhindert. |      |
| Schlacht bei Schliengen                                    | Schliengen        | 1796 | Erster Koalitionskrieg      | Die französische Armee kann sich ungehindert über den Rhein zurückziehen. |      |
| Belagerung und Einnahme des Hüninger Brückenkopfes 1796/97 | Friedlingen       | 1796 | Erster Koalitionskrieg      | Der Sieg der Reichsarmee führt zur Schleifung des rechtsrheinischen französischen Brückenkopfs.                                                                                         |      |
| Gefecht auf der Scheideck                                  | Kandern           | 1848 | Badische Revolution         | Der Heckerzug wird mit der Niederlage der Revolutionäre praktisch schon beendet. |      |
| Gefecht bei Dossenbach                                     | Dossenbach        | 1848 | Badische Revolution         | Die Deutsche Demokratische Legion wird zerstreut und die erste badische Revolution damit definitiv beendet.                                                                             |      |
| Scharmützel bei Bad Bellingen                              | Bad Bellingen     | 1870 | Deutsch-Französischer Krieg | Französische Mobilgarden überqueren den Rhein und zerstören eine Telegraphenleitung, anschließend mehrstündiges Feuergefecht über den Rhein hinweg.                                     |      |
| Oberbadischer Aufstand 1923                                | Lörrach           | 1923 |                             | Eine Auseinandersetzung zwischen kommunistisch beeinflussten Arbeitern mit den Unternehmern eskaliert zu Straßenkämpfen mit der badischen Bereitschaftspolizei.                         |      |
| Gefecht auf der Lucke                                      | Lucke             | 1945 | Zweiter Weltkrieg           | Zweieinhalbstündiges Gefecht am 24. April 1945 mit Toten und Verwundeten auf beiden Seiten                                                                                              |      |

Nicht als Gefecht aufgeführt sind
- französischer Artilleriebeschuss 1940 – insbesondere jener von Haltingen am 10.–12. Juni 1940[2]
- diverse Bombenangriffe der Alliierten in den Jahren 1944 und 1945, so auf Rheinfelden,[3] Lörrach[4] und Weil am Rhein.[5]